# Osmerus spectrum
Osmerus spectrum es una especie de pez de agua dulce del género Osmerus de la familia Osmeridae.

## Hábitat
Vive en lagos pequeños, profundos y estratificados térmicamente en Canadá y Estados Unidos. Se alimenta de peces más pequeños, crece más lentamente, madura antes y tiene una vida más corta cuando se encuentra con el Osmerus mordax.